# Ereca bengtsoni
Ereca bengtsoni is een hooiwagen uit de familie Assamiidae.